# مارک گارنو
مارک گارنو (به انگلیسی: Marc Garneau) فضانورد اهل کشور کانادا بود که در ۲۳ فوریهٔ ۱۹۴۹ میلادی در کبک زاده شد. وی در مأموریت اس‌تی‌اس-۴۱-جی، اس‌تی‌اس-۷۷، اس‌تی‌اس-۹۷ حضور داشته است.
مارک گارنو در ژوئن ۲۰۲۵ درگذشت.